# Hechtseestraße
De Hechtseestraße (L210) is een 1,54 kilometer lange Landesstraße (lokale weg) in het district Kufstein in de Oostenrijkse deelstaat Tirol. De weg verbindt de Tiroler Straße (B171) met de Hechtsee. De weg begint 150 meter van de grens met de Duitse deelstaat Beieren en loopt gedurende de eerste negenhonderd meter nagenoeg parallel aan de Duits-Oostenrijkse grens, alvorens naar het westen af te buigen. Het beheer van de straat valt onder de Straßenmeisterei Kufstein.
Daar de Hechtsee bij goed weer een groot aantal dagjestoeristen aantrekt uit de directe omgeving van Kufstein, moet de Hechtseestraße in verband met beperkte parkeergelegenheid bij het bergmeer regelmatig voor het autoverkeer worden afgesloten om onveilige verkeerssituaties te voorkomen.